# 산발렌티노인아브루초치테리오레
산발렌티노인아브루초치테리오레(이탈리아어: San Valentino in Abruzzo Citeriore)는 이탈리아 아브루초주 페스카라도에 위치한 코무네다.
마을의 명칭은 성 발렌티누스와 이 마을이 있었던 예전의 행정 구역인 아브루초 치테리오레(Abruzzo Citeriore) 현에서 유래하였다.